# دي يو
دي يو (بالصينية: 邸佑) (26 نوفمبر 1983 في الصين - ) هو لاعب كرة قدم صيني في مركز الوسط. لعب مع جيانغسو سونينغ وInner Mongolia Zhongyou F.C. ‏ وWuhan Optics Valley F.C. ‏ وBaoding Yingli ETS F.C. ‏ وBayi Football Team ‏ ونادي شانغهاي بودونغ لكرة القدم ونادي تشونغتشينغ وShenyang Dongjin F.C. ‏ وShenzhen Fengpeng F.C. ‏.

## وصلات خارجية
- دي يو على موقع قاعدة بيانات كرة القدم.إي يو (الإنجليزية)